# بک دونگ سو دلاور
بک دونگ سو دلاور (کره‌ای: 무사 백동수; لاتین‌نویسی اصلاح‌شده: Musa Baek Dong-su) یک مجموعهٔ تلویزیونی کره جنوبی در ژانر تاریخی اکشن با بازی جی چانگ ووک در نقش اصلی بک دونگ سو و یو سونگ هو، یون سو یی، شین هیون بین، چوی مین سو و جون کوانگ ریول است. این مجموعه از ۴ ژوئیه تا ۱۰ اکتبر ۲۰۱۱، روزهای دوشنبه و سه‌شنبه ساعت ۲۱:۵۵ (کی‌اس‌تی) برای ۲۹ قسمت از اس‌بی‌اس روی آنتن رفت.
این مجموعه بر پایهٔ مانهوایی با همین نام از لی جه هون است که دربارهٔ یک شخصیت تاریخی دوران پادشاهی چوسان به نام بک دونگ سو است که تبدیل به یک قهرمان مردمی و شمشیرباز شد.

## بازیگران

### اصلی
- جی چانگ ووک در نقش بک دونگ سک
  - یو جین گو در نقش جوانی بک دونگ سو

یک شمشیرزن که به عنوان عضوی از گارد سلطنتی سرنوشت مردم را عوض می‌کند.
- یو سونگ هو در نقش یو وون

پسر یو چو سانگ. دوست و ظاهراً دشمن خونی بک دونگ سو.
- یون سو یی در نقش هوانگ جین جو

دوست دوران کودکی بک دونگ سو. دختر گا اوگ و کیم گوانگ-تک.
- شین هیون بین در نقش یو جی سون
- چوی مین سو در نقش چون

رهبر انجمن هوکسا چورونگ، و مربی یو وون.
- جون کوانگ ریول در نقش کیم گوانگ تک

بهترین شمشیرزن چوسان و مربی بک دونگ سو.